# Алберт Шот
Алберт Луциан Констанс Шот (на немски: Albert Lucian Constans Schott) е германски фолклорист, филолог и историк.
Роден е на 27 май 1809 година в Щутгарт в семейството на юриста и политик Христиан Фридрих Алберт Шот. Завършва Тюбингенския университет, след което е учител в гимназиите в Цюрих и Щутгарт. Автор е на първите етнографски изследвания на общностите от немски преселници в Пиемонт и оставя след себе си голяма сбирка от швейцарски и швабски легенди, повечето от които остават непубликувани до смъртта му.
Алберт Шот умира на 21 ноември 1847 година в Щутгарт.